# 浜谷公宏
浜谷 公宏（はまや きみひろ、1963年3月21日 - ）は、日本のスピードスケート選手。専門は中距離。北海道根室市出身。最終学歴は専修大学卒業。

## 略歴
北海道根室高等学校・専修大学卒業後、ミズノに入社。1984年サラエボオリンピック、1988年カルガリーオリンピック代表に選出された。
高校在学中は、夏は野球、冬はスケートで活躍した。
1994年リレハンメルオリンピックでは、テレビ中継の解説を務め「良いですよ」のコメントで話題を呼んだ。現在日本スケート連盟職員である。

## 大会記録
- 1984年サラエボオリンピック
  - 1,000m　17位
  - 1,500m　29位
- 1988年カルガリーオリンピック
  - 500m　　13位
  - 1,000m　13位